# Camilo Pessanha
Camilo de Almeida Pessanha (Coímbra, 7 de septiembre de 1867-Macao, 1 de marzo de 1926) fue un poeta y traductor portugués.

## Biografía
Nació el 7 de septiembre de 1867 en Coímbra y cursó en esa ciudad la carrera de Derecho. En 1894 se traslada a Macao donde, durante tres años, fue profesor sustituto de Filosofía, dejando de impartir clases en 1900. Llevó una vida de solitario excéntrico.
Con problemas de nervios y antecedentes familiares patológicos, volvió a Portugal algunas veces en busca de cura pero, desilusionado, vuelve definitivamente a Macao en 1915. Sus poemas, escritos en hojas sueltas y ofrecidos a sus amistades, se dispersaban o incluso llegaban a perderse, sin que su autor cuidase de guardar copias, siendo sin embargo capaz de reproducirlos de memoria cuando lo deseaba. Así, gracias a João de Castro Osório, a quien dictó sus producciones, fue impreso el volumen Clepsidra (1920), con algunos poemas ya publicados en revistas pero en su mayor parte aún inéditos. Después de la segunda edición de su obra (1945), aparecerían otros inéditos.
Influido al principio por Cesário Verde y Pierre Balayet, se convirtió en el más puro de los simbolistas portugueses. El contacto con la cultura china lo llevó a escribir varios estudios y a hacer traducciones de varios poetas chinos. Sus poemas simbolistas influyeron sobremanera a la generación de Orpheu, desde Mário de Sá-Carneiro hasta Fernando Pessoa. Murió el 1 de marzo de 1926 en Macao víctima del opio.
- Datos: Q286722
- Multimedia: Camilo Pessanha / Q286722